# Borghesia
Borghesia je slovenska oziroma hrvaška glasbena skupina elektronske in rock glasbe, ustanovljena v Ljubljani leta 1982 iz bivših članov alternativne gledališke skupine Theatre FV-112/15, ustanovitelja sta bila Aldo Ivančić in Dario Seraval iz Pule. Do konca 80. let je delovala kot večmedijska konceptualna skupina, ki je vključevala tudi video kot enakovreden medij zvoku. Aldo Ivančić je po prvem razpadu skupine ustanovil skupino Bast, danes pa je na glasbeni sceni znan predvsem kot producent. Skupaj s skupino Laibach je bila Borghesia v tujini glavni predstavnik slovenske alternativne glasbe.

## Člani
- Aldo Ivančić (*1959) — bobni, elektronika (1982–1996, 2009–)
- Dario Seraval (*1958?) — vokal, elektronika (1982–1991, 2009–?)
- spremljevalna ekipa: 
  - Irena Tomažin, vokal (2011–?)
  - Jelena Rusjan, bas-kitara, vokal (2011–)
  - Andrej Mazi, kitara (2011–?)
  - Sašo Benko, kitara (2018–)
  - Ivo Poderžaj, vokal (2018–)
  - Boštjan Čadež in Lina Rica (vizualije na nastopih)

## Bivši člani
- Zemira Alajbegović Pečovnik (*1958) — video, vokal (1982–89)
- Neven Korda (*1956) — video (1982–1989)
- Goran Devide (1959—1988), video (1982–88) (član gledališke skupine FV-112/15)
- občasno z njimi nastopal še Iztok Turk — elektronika?
- nova postava v 90.letih poleg Alda Ivančića:
  - Bruno Subiotto (1966—2016), vokal (1991/92–96)
  - Borut Kržišnik (*1961), kitara (1991/92–96)
  - Nikola Sekulović (*196?), bas-kitara (1991/92–96)

## Nastopi
- Prisoners
- Bodočniki
- Lustmörder (Cankarjev dom, Ljubljana, 1984)
- Ogolelo mesto (1985)
- Borghesia (1988)

## Diskografija
Studijski albumi
- Borghesia (1983)
- Clones (1984)
- Ljubav je hladnija od smrti (1985)
- No Hope, No Fear (PIAS, 1987)
- Ogolelo mesto (Zalozba FV, 1988)
- Escorts and Models (PIAS, 1989)
- Resistance (PIAS, 1989, Jugoton 1989)
- Dreamers in Colour (1991)
- Pro Choice (1995)
- And Man Created God (2014)
- Proti kapitulaciji (2018)

Albumi v živo
- Better Live Than Dead (2016)

EP-ji
- Their Laws, Our Lives (Založba FV, 1986, Materiali Sonori 1986)
- Naked, Uniformed, Dead (PIAS, 1988)
- She Is Not Alone (PIAS, 1989)
- Surveillance and Punishment (PIAS, 1989)
- Double Bill, posnet s skupino Click Click (PIAS, 1988)
- Message (PIAS, 1990)

Kompilacije
- 20th Century – Selected Works, dvojni album (FV Music, 2009)
- 4x12 (Blind Dog Records, 1991)

Albumi z več izvajalci, na katerih je tudi Borghesia
- This Is Electronic Body Music (SPV, 1988)
- Out of Nowhere (Out of Nowhere, 1990)
- Trans Slovenia Express (Mute, 1994)
- Borghesia mfl (Založba FV, 1996)
- Tistega lepega dne... (Založba FV, 1996)